# Dragon Ball Z
Dragon Ball Z (ドラゴンボールZ Doragon Bōru Zetto?) es una serie de anime japonesa creada por Akira Toriyama y producida por Toei Animation. Es el segundo producto de la franquicia Dragon Ball, es la secuela de la serie de anime de 1986 Dragon Ball y adapta los últimos 325 capítulos de la serie de manga Dragon Ball creada por Akira Toriyama, que se publicó en Weekly Shōnen Jump de 1988 a 1995. La serie se transmitió en Japón en Fuji TV desde el 26 de abril de 1989 hasta el 31 de enero de 1996 y luego fue doblada para su transmisión en al menos 81 países en todo el mundo.
Ha tenido una secuela alternativa, Dragon Ball GT (1996-1997), y una  medicuela, Dragon Ball Super (2015-2018). En octubre de 2024 se estrenó otra secuela, Dragon Ball Daima.
La popularidad del anime también ha generado numerosos medios y productos que representan la mayoría del contenido dentro de la franquicia Dragon Ball.

## Sinopsis
Dragon Ball Z sigue la historia de Son Goku, un saiyajin que, en su vida adulta, defiende la Tierra de diversas amenazas. Después de casarse con Chi-Chi y tener un hijo llamado Gohan, Goku se enfrenta a su hermano mayor, Raditz, quien revela su origen alienígena y su intención de conquistar el planeta. Con la ayuda de su antiguo enemigo, Piccolo, Goku derrota a Raditz y se prepara para el enfrentamiento contra Vegeta, un saiyajin más poderoso. Tras vencer a Vegeta y enfrentar la advertencia sobre Freezer, Goku se embarca en un viaje a Namek en busca de las esferas del dragón para resucitar a sus amigos caídos, enfrentándose a poderosas fuerzas en una batalla que pondrá a prueba su fuerza y determinación. A medida que la serie avanza, Goku y su hijo Gohan crecen tanto en poder como en sabiduría, enfrentándose a nuevos enemigos y desafíos que amenazan la paz de la Tierra.

### Producción
Kazuhiko Torishima, pidió ayuda al director Kōzō Morishita y al guionista Takao Koyama para «reiniciar» Dragon Ball, lo que coincidió con el crecimiento de Goku. El nuevo productor explicó que terminar el primer anime y crear uno nuevo supondría más dinero para la promoción. El resultado fue el inicio de Dragon Ball Z.

## Arcos argumentales
| Saga | Saga | Saga                                        | Episodio | Episodio  | Estreno   |
| Saga | Saga | Saga                                        | Cantidad | Intervalo | Estreno   |
| ---- | ---- | ------------------------------------------- | -------- | --------- | --------- |
|      | 1    | Saga Saiyan                                 | 35       | 1-35      | 1989      |
|      | 2    | Saga de Freezer                             | 72       | 36-107    | 1990-1991 |
|      | 3    | Saga de Garlic Jr.                          | 10       | 108-117   | 1991      |
|      | 4    | Saga de los Androides                       | 22       | 118-139   | 1991-1992 |
|      | 5    | Saga de Cell                                | 55       | 140-194   | 1992-1993 |
|      | 6    | Saga del Torneo del otro Mundo              | 5        | 195-199   | 1993      |
|      | 7    | Saga del 25.° Torneo de las Artes Marciales | 20       | 200-219   | 1993-1994 |
|      | 8    | Saga de Majin Boo                           | 72       | 220-291   | 1994-1996 |

## Sucesos

### Saga de los saiyajin
Dragon Ball Z retoma la historia cinco años después del anime Dragon Ball, mostrando a Goku como un adulto joven y padre de Gohan. La trama se intensifica con la llegada de Raditz, un extraterrestre humanoide que revela a Goku su verdadera identidad como su hermano mayor y miembro de la raza guerrera Saiyajin del planeta Vegeta. Raditz busca la ayuda de Goku para una misión de conquista, pero al ser rechazado, secuestra a Gohan y amenaza con matarlo a menos que Goku cumpla con sus demandas. La batalla que sigue lleva a Goku y Piccolo a unir fuerzas, con Gohan mostrando un potencial sorprendente al defender a su padre.
Después del enfrentamiento con Raditz, Piccolo asume la responsabilidad de entrenar a Gohan para el enfrentamiento inminente contra los Saiyajin. Mientras tanto, en el más allá, Goku se entrena bajo la tutela de Kaio-sama, aprendiendo técnicas poderosas como el Kaio-ken y la Genkidama. A pesar de su inicial aspereza, Piccolo desarrolla un vínculo emocional con Gohan durante su entrenamiento, preparándolo para el desafío por venir. A medida que se acerca el enfrentamiento con los Saiyajin, los aliados de Goku se unen para luchar, pero sufren graves pérdidas en el camino, incluida la muerte de Piccolo, que tiene consecuencias devastadoras para la Tierra.
La batalla final contra los Saiyajin, liderada por Vegeta, pone a prueba a Goku y sus amigos hasta el límite. Con el uso del Kaio-ken, Goku logra derrotar a Vegeta inicialmente, pero este último se transforma en un mono gigante para continuar la lucha. Con la ayuda de sus amigos y una Genkidama, Goku logra vencer a Vegeta, pero este último jura venganza antes de escapar. La saga establece las bases para futuros conflictos mientras los personajes enfrentan desafíos cada vez mayores y revela la profundidad del vínculo entre Goku, Gohan y sus aliados.

### Saga de Freezer
Durante la batalla en Namekusei, Krilin escucha a Vegeta mencionar las Esferas del Dragón originales de Piccolo. Con Goku recuperándose de sus heridas, Gohan, Krilin y Bulma viajan al planeta en busca de estas esferas para revivir a sus amigos caídos. Al llegar, descubren que Vegeta y Freezer también están allí, cada uno con la intención de usar las Esferas del Dragón para sus propios fines.
La situación se complica cuando Vegeta se rebela contra Freezer y los dos luchan por el control de las esferas. La llegada de las Fuerzas Especiales Ginyu, lideradas por el Capitán Ginyu, agrega un nuevo giro al conflicto. A pesar de los esfuerzos combinados de Vegeta, Gohan y Krilin, los miembros de las Fuerzas Ginyu parecen imparables hasta que Goku finalmente llega y los derrota.
Mientras tanto, Vegeta especula sobre la posibilidad de que Goku sea el legendario Súper Saiyajin. La batalla se intensifica cuando Freezer descubre y ataca a los que usan las Esferas del Dragón, pero antes de que pueda obtener su deseo, el Gran Patriarca muere, dejando las esferas inactivas. Piccolo llega a Namekusei y se une con Nail para enfrentarse a Freezer, pero incluso con este poder combinado, Freezer sigue siendo un adversario formidable.
A pesar de la resistencia, Goku finalmente se transforma en un Súper Saiyajin y derrota a Freezer, pero la batalla culmina en una explosión masiva que destruye Namekusei. Goku logra escapar justo a tiempo en una nave de las Fuerzas Especiales Ginyu, pero Freezer, herido y desesperado, intenta vengarse, lo que lleva a un enfrentamiento final entre los dos en el espacio. Con la destrucción de Namekusei y la derrota de Freezer, Goku emerge como el héroe, pero el costo de la batalla es alto para todos los involucrados.

### Saga de Garlic Jr.
Casi un año después de la derrota de Freezer, la Tierra disfrutaba de un período de paz relativa. Sin embargo, esa tranquilidad se ve abruptamente interrumpida cuando una presencia maligna emerge en el Atalaya de Kamisama. Garlic Jr., hijo de Garlic, un makyan que había rivalizado en el pasado con el hijo de Katattsu por el título de Kamisama de la Tierra, logra liberarse de la Zona Muerta donde Gohan lo había confinado. Con la ayuda de sus secuaces y el Planeta Makyo, que se acerca a la Tierra cada cinco mil años, Garlic Jr. busca venganza. Atrapando a Kamisama y Mr. Popo en botellas, esparce por todo el mundo el Neblina Aqua, convirtiendo en seres malignos a quienes lo inhalan.
Gohan, Krilin y Piccolo se encuentran entre los pocos que no han sido infectados por el Neblina Aqua. Cuando la situación empeora y Piccolo advierte sobre la posibilidad de que los efectos sean permanentes, deciden enfrentarse a Garlic Jr. en el Atalaya de Kamisama. Sin embargo, en su intento por detener al hijo de Garlic, Gohan es infectado por el Neblina Aqua. A medida que la batalla avanza, Garlic Jr. y sus secuaces se fortalecen con la proximidad del Planeta Makyo. Ante la inminente derrota, Piccolo ingenia un plan para recuperar las botellas que contienen a Kamisama y Mr. Popo, mientras Gohan, Krilin y él luchan por contrarrestar el poder de Garlic Jr.
A medida que la lucha se intensifica, el Planeta Makyo alcanza las proximidades de la Tierra, otorgando aún más poder a los guerreros makyanos. Sin embargo, Gohan, Krilin y Piccolo encuentran una oportunidad cuando Gohan, liberado de la necesidad de proteger a sus amigos, desata un poderoso ataque que destruye el Planeta Makyo y debilita a Garlic Jr. Finalmente, con el uso del Agua Ultra Sagrada, logran contrarrestar los efectos del Neblina Aqua y encerrar a Garlic Jr. una vez más en su Zona Muerta.

### Saga de los Androides
Han pasado aproximadamente un año desde la confrontación épica entre Freezer y Goku en el planeta Namek, donde Goku se transformó en el legendario Super Saiyajin y derrotó a Freezer, aunque el planeta fue destruido en el proceso. La paz parecía reinar hasta que un poderoso ki se acerca a la Tierra, siendo reconocido por Gohan, Krilin, Vegeta y Piccolo como perteneciente a Freezer, quien sorprendentemente ha sobrevivido y ahora busca venganza contra Goku.
Acompañado por su padre, el Rey Cold, Freezer llega a la Tierra con la intención de destruir moralmente a Goku, matando a todos los habitantes del planeta. Sin embargo, un misterioso adolescente, Trunks, aparece y frustra sus planes al demostrar ser un formidable guerrero que también puede transformarse en Super Saiyajin. Después de derrotar fácilmente a Freezer y al Rey Cold, Trunks advierte a los amigos de Goku sobre un futuro peligro: la amenaza de dos androides creados por el Dr. Maki Gero que acabarán con la humanidad en tres años.
Trunks le revela a Goku que es el hijo de Vegeta y Bulma, proveniente de un futuro devastado por los androides. Además, le proporciona una medicina para una enfermedad mortal que contraerá en el futuro. Después de entregar esta información crucial, Trunks regresa a su época, dejando a Goku y sus amigos con la tarea de prepararse para el enfrentamiento con los androides.
Durante tres años, los Guerreros Z se preparan intensamente para enfrentar a los androides, con especial énfasis en el entrenamiento de Vegeta, quien se somete a condiciones extremas en la Máquina de Gravedad. Una vez listos, se lanzan al combate contra los androides, pero la batalla toma un giro inesperado cuando Goku es atacado por un virus y Vegeta interviene para salvarlo, posteriormente derrota al Androide Número 19 como Super Saiyajin. Sin embargo, el verdadero desafío surge cuando el Androide Número 20 ataca a Piccolo, siendo rescatado por Gohan. Trunks llega en un momento crucial y revela que los verdaderos androides aún no han aparecido.
Vegeta descubre que Trunks del Futuro es su hijo y juntos buscan al Androide Número 20, que resulta ser el Dr. Maki Gero. En el laboratorio del doctor, el Androide Número 17 sorprende al matarlo. Aparece el Androide Número 16. Vegeta enfrenta a los androides solo y es derrotado por la Androide Número 18. Trunks, Piccolo y Ten Shin Han son vencidos por los androides, dejando a Krilin ileso. Vegeta se retira reflexionando sobre su derrota. Ante la amenaza inminente, Piccolo decide fusionarse nuevamente con Dios para enfrentar el creciente peligro.

### Saga de Cell
Una criatura procedente de la línea temporal de Trunks aparece, transportada por la misma máquina del tiempo. Esta criatura es un androide orgánico creado por la computadora del Dr. Maki Gero, cuyo objetivo es absorber la energía de los humanos, causando estragos en la población. Tras un enfrentamiento, Piccolo logra obtener información sobre el androide, revelándose como Cell, compuesto por células de varios guerreros enfrentados por Goku y sus amigos.
Cell busca absorber a los Androides 17 y 18 para completar su desarrollo, mientras Piccolo y otros intentan detenerlo. Goku, Gohan, Trunks y Vegeta entrenan en la Habitación del Tiempo para aumentar su poder. Sin embargo, Cell se transforma en su estado semiperfecto tras absorber al Androide 17, derrotando fácilmente a Piccolo y a los otros. Aparece el Androide 16, quien intenta detener a Cell, pero este último se convierte en Cell Perfecto al absorber al Androide 18, aumentando su fuerza y velocidad.
Cell reta a un torneo en diez días para decidir el destino de la humanidad, donde derrota fácilmente a Vegeta y Trunks. Goku y Gohan se retiran de la Habitación del Tiempo, manteniendo su estado Super Saiyajin. Durante el torneo, Goku decide retirarse, reconociendo el potencial de Gohan para derrotar a Cell. Gohan, inicialmente desmotivado, finalmente se transforma en Super Saiyajin 2 tras la muerte del Androide 16, motivado por el deseo de proteger a los seres queridos y al ver la brutalidad de Cell.
En un rápido giro, Gohan logra derrotar a los Cell Jr. y enfrentarse exitosamente a Cell, incluso provocándole un retroceso a su forma semiperfecta. Sin embargo, cuando Cell amenaza con autodestruirse, Goku sacrifica su propia vida para teletransportar a Cell al Planeta Kaio, donde ambos mueren. Pero la sorpresa llega cuando Cell regresa a la Tierra, habiendo alcanzado una forma aún más poderosa gracias a la regeneración de su órgano y a la absorción de habilidades de Goku. Trunks muere a manos de Cell, desatando la ira de Vegeta, quien también es derrotado.
En un último enfrentamiento, Gohan se enfrenta a un Cell aún más poderoso, pero con la ayuda de sus aliados y las enseñanzas de su padre, logra superar sus límites y destruir a Cell de una vez por todas. Aunque la paz parece retornar, el sacrificio de Goku y otros deja un alto precio a pagar. Sin embargo, con el uso de las Esferas del Dragón, logran revivir a los caídos, incluyendo a Trunks, y cumplir otros deseos, como retirar la bomba del cuerpo de la Androide 18. Finalmente, Trunks regresa a su línea temporal para restaurar la paz en su época.

### Saga del torneo del otro mundo
La confrontación entre Goku y Paikuhan comenzó de manera cautelosa, con ambos luchadores probando sus habilidades en un precalentamiento inicial. Sin embargo, la intensidad se elevó rápidamente cuando Paikuhan se deshizo de su pesada vestimenta de entrenamiento y Goku desató su forma de Super Saiyajin, incluso combinando su poder con la técnica del Kaio Ken. La batalla se volvió ferozmente equilibrada, cada uno mostrando su destreza y determinación.
A medida que la pelea avanzaba, Paikuhan desató sus técnicas más poderosas: el Hypertornado y el Thunder Flash, este último casi aniquilando a Goku. Sin embargo, el Saiyajin logró resistir el ataque y, en un momento de ingenio, identificó un punto débil en la defensa de Paikuhan durante la ejecución del Thunder Flash, aprovechando esta oportunidad para lanzarlo fuera del tatami con un devastador Kame Hame Ha.
Al finalizar la batalla, el Gran Kaio Sama anunció una sorprendente revelación: tanto Goku como Paikuhan habían violado las reglas al «tocar el techo» durante el combate, lo que resultó en su descalificación. Aunque oficialmente descalificados, la exhibición de poder de ambos guerreros dejó al Gran Kaio Sama con serias dudas sobre la sabiduría de entrenar a tales luchadores. Sin embargo, tanto Goku como Paikuhan, decidieron seguir entrenando con aún más ahínco, con la promesa de enfrentarse nuevamente en el futuro.

### Saga del 25.° Torneo de las Artes Marciales
Después de la derrota de Cell, Trunks viaja al futuro y erradica la amenaza de los androides y Cell en su línea temporal. Mientras tanto, en el mundo de los muertos, Goku participa en un torneo junto a luchadores notables, pero el Gran Kaio se niega a entrenarlo debido a la abrumadora fuerza de los competidores. Siete años después, Son Gohan, ahora en la preparatoria, se convierte en el Gran Saiyaman para ocultar su identidad como justiciero.
A medida que se prepara para el Torneo de las Artes Marciales, Goku recibe un permiso para volver a la Tierra por un día, lo que desencadena la participación de todos, incluyendo a los jóvenes Trunks y Goten, en el torneo. En el Torneo de las Artes Marciales, Gohan es gravemente herido por misteriosos oponentes, lo que revela la presencia de un Kaio-Shin y la amenaza que enfrentan.

### Saga de Majin Boo
Después de ser atacado y curado por Kibito y Videl, Gohan se une a ellos para detener a Babidi, hijo de Bibidi, quien busca liberar a Majin Boo. Dentro de la nave de Babidi, los guerreros luchan contra Dabra y enfrentan a Babidi, quien controla a Vegeta. A pesar de los esfuerzos por contener a Boo, la cápsula de Boo se llena de energía, y Gohan intenta destruirla, pero sin éxito. Cuando Boo finalmente emerge, todos quedan sorprendidos al descubrir su forma obesa, pero subestiman su verdadero poder.
Boo continúa su camino de destrucción, ignorando a Babidi y divirtiéndose incluso al derrotar a Dabra. A pesar de los intentos de Gohan, Shin y otros por detenerlo, son fácilmente vencidos. Cuando Vegeta llega al combate, inicialmente parece tener ventaja, pero Boo se regenera constantemente, agotando a Vegeta. Aunque Goten y Trunks intentan ayudar, Vegeta se sacrifica para destruir a Boo, sin éxito. Mientras tanto, Goku decide enseñar la técnica de la Fusión a los niños para enfrentarse a Boo, mientras los demás planean reunir las Esferas del Dragón para resucitar a las víctimas y llevar a Gohan al Planeta Sagrado para obtener más poder.
Después de completar su entrenamiento, Gohan se enfrenta a Boo, pero este se transforma en un ser más poderoso. Gotenks lucha con Boo en su forma de Super Saiyajin 3, pero la fusión se deshace. Gohan se une a la batalla y enfrenta a Boo, quien, al sentirse superado, huye. Boo regresa y absorbe a Gotenks y Piccolo, transformándose en un ser de gran fuerza y astucia contra el cual Gohan no puede lidiar.
El Kaio-shin Anciano otorga a Goku y Vegeta los Pothala para fusionarse, pero un ataque de Boo interrumpe el intento. La fusión entre los niños se deshace y Boo absorbe a Gohan, fortaleciéndose. Vegeta finalmente se une a Goku como Vegetto, derrotando a Boo hasta que deciden ser absorbidos para rescatar a sus amigos. Liberan a los cautivos y al Boo Gordo, pero Boo se transforma en una criatura más peligrosa y destruye la Tierra. Rescatados por Shin, Goku y Vegeta planean usar las Esferas del Dragón del Nuevo Planeta Namek, restaurando la Tierra y resucitando a los muertos. Con la ayuda de los terrícolas, Goku destruye a Boo, celebrando la victoria.
Diez años después, las vidas de los protagonistas han cambiado drásticamente. Goten, Trunks, Gohan y Videl han crecido, con Gohan y Videl casados y con una hija llamada Pan. Bulma y Vegeta también han formado una familia, con una hija llamada Bra. Todos se inscriben en un nuevo Torneo de Artes Marciales, donde Goku busca a un nuevo rival. Reconoce a Uub, la reencarnación pura de Majin Buu, y se va con él para entrenarlo.